# منی سیمپسون
مُنیٰ یا مونا سیمپسون (به انگلیسی: Mona Simpson) که با نام منی جَندالی در ۱۴ ژوئن ۱۹۵۷ متولد شد، نویسنده آمریکایی و استاد زبان انگلیسی در دانشگاه کالیفرنیا در لس آنجلس است.
همچنین وی خواهر تنی استیو جابز بنیانگذار شرکت اپل است، که تا سن ۲۵ سالگی او را ملاقات نکرده بود.